# Volcán de Tirajana
Volcán de Tirajana es un buque, tipo catamarán, de transporte de pasajeros como de vehículos o camiones para así a su vez poder transportar diversas cargas, construido en Australia, propiedad de Naviera Armas desde 2015. Anteriormente, entre 2006 y 2015, se llamaba Milenium Tres  y era propiedad de Acciona Trasmediterránea. Hasta ahora es considerado el Ferry más rápido y vanguardista para trayectos de corta y media distancia.

## Inicios
La compañía española de navegación Acciona Trasmediterránea ha adquirido varios modelos de este barco. La naviera ha invertido mucho en este buque debido a que incorpora los últimos avances tanto en seguridad como en la calidad de la navegación. En la actualidad se encuentra en servicio con Naviera Armas.

## Características principales
- Este barco estará capacitado para poder transportar exactamente 882 pasajeros y 267 vehículos y tiene grandes diferencias con su anterior modelo el Milenium II, principalmente en que tiene en su poder rampas y elevaciones apropiadas para vehículos y material rodante, para de esta manera agilizar cualquier maniobra de dificultad en puerto.
- Respecto a los motores utiliza los motores a gasóleo más potentes y con el menor consumo del mundo y una alta tecnología en cámaras de combustión y un sistema automatizado de generadores.
- A su vez ha disminuido drásticamente el peso de los materiales con los que se ha construido el barco de esta manera se aumente directamente la velocidad.
- Respecto a los mandos el Milenium III ha incorporado un sistema de los más modernos con respecto a navegación y localización marítima y como novedad se ha incorporado una consola de maniobras, equipadas con modernos monitores.[4]
- La velocidad máxima alcanzada por este barco es de 47 nudos.[4]

## Rutas
Con la compañía Acciona Transmediterránea, el ferry serviría como tal en las rutas.:
- Málaga-Melilla / Melilla-Málaga
- Algeciras-Ceuta / Ceuta-Algeciras
- Algeciras-Tanger Med / Tanger Med-Algeciras

Con la compañía Naviera Armas, el ferry sirve las siguientes rutas:
- Los Cristianos-Puerto de la Estaca (Islas Canarias).

## Clase Club
Son un conjunto de salones espaciosos con cómodos asientos para el disfrute del viaje con asientos y butacas reclinables y bar a bordo, dichas instalaciones están situadas sobre la popa de este barco.

## Novedades
La gran novedad que incorpora este nuevo ferry son las escaleras totalmente cerradas situadas en babor que se dirigen directamente hacia la zona de embarque de vehículos.

## Curiosidades
- Tienda de regalos
- Aseo para discapacitados
- Pantallas planas de cristal líquido y sistema automático de DVD.